# Sunsphere
El Sunsphere, ubicado en World's Fair Park en el centro de Knoxville, Tennessee, es una estructura de celosía de acero hexagonal de 81 metros de altura, rematada con una esfera de vidrio de color dorado de 23 metros de diámetro que sirvió como símbolo de la Exposición Internacional de 1982 .

## Diseño
Diseñado por el estudio de arquitectura Community Tectonics, el Sunsphere fue creado como la edificación temática e icónica de la Exposición. Destacó por su diseño único en varias publicaciones de Ingeniería.
El lugar donde se instaló la Exposición más tarde se convirtió en un parque público, el World's Fair Park (Parque de la Feria Mundial), junto al centro de convenciones oficial de Knoxville y adyacente al campus principal de la Universidad de Tennessee. El Sunsphere se eleva al otro lado de un estanque artificial del anfiteatro de Tennessee, la única otra edificación que queda de la Feria Mundial de 1982.
En su diseño original, la parte de la esfera debía tener un diámetro de 26,4 m para representar simbólicamente los 1 392 000 km de diámetro del sol. Los paneles de vidrio de la ventana de la torre están recubiertos de polvo de oro de 24 quilates y están cortados en siete formas diferentes. Pesa 600 toneladas y cuenta con seis columnas de celosía de acero dobles que soportan la esfera de siete pisos. La torre tiene un volumen de 5767,8 m³ y una superficie de 1555,4 m².

## Historia
Durante la Exposición costaba $ 2 tomar el ascensor hasta la plataforma de observación de la torre. La edificación servía como restaurante y presentaba alimentos como el Sunburger y un cóctel de ron y zumo de frutas llamado Sunburst. En la madrugada del 12 de mayo de 1982, se disparó un tiro desde el exterior del recinto ferial que rompió una de las ventanas de la esfera. Nadie fue arrestado nunca por el incidente.
El Sunsphere se ha utilizado como símbolo de Knoxville, apareciendo en postales y logotipos. Entre 1993 y 1999, el Sunsphere apareció en parte en el logotipos del club de béisbol de ligas menores Knoxville Smokies. Spherit,  la mascota de los Juegos Olímpicos Juveniles de la AAU de 2002, se inspiró en el símbolo. Presentaba cabello rojo y un cuerpo con forma de esfera solar. El 15 de mayo de 2000, manifestantes contra las armas nucleares subieron a la torre y colgaron una gran pancarta que decía "Stop the Bombs" (Alto a las bombas). Permanecieron en la torre durante tres días antes de entregarse a la policía. El Sunsphere también aparece en el logotipo de la liga de roller derby de pista plana para mujeres Hard Knox Roller Girls y su mascota, Sphere This también se inspiró en el hito de Knoxville. El Sunsphere se destacó en el episodio de la séptima temporada de la comedia televisiva animada Los Simpson titulado Bart on the Road y se le cambió el nombre a Wigsphere debido a su uso como una instalación de almacenamiento de pelucas.
En 2011, un dibujo del Sunsphere, junto con imágenes de edificios icónicos de las otras tres grandes ciudades de Tennessee (la Pyramid Arena, el AT&T Building de Nashville y el acuario de Chattanooga), se incorporó al diseño estándar de las licencias de conducir estatales.

## Reurbanización

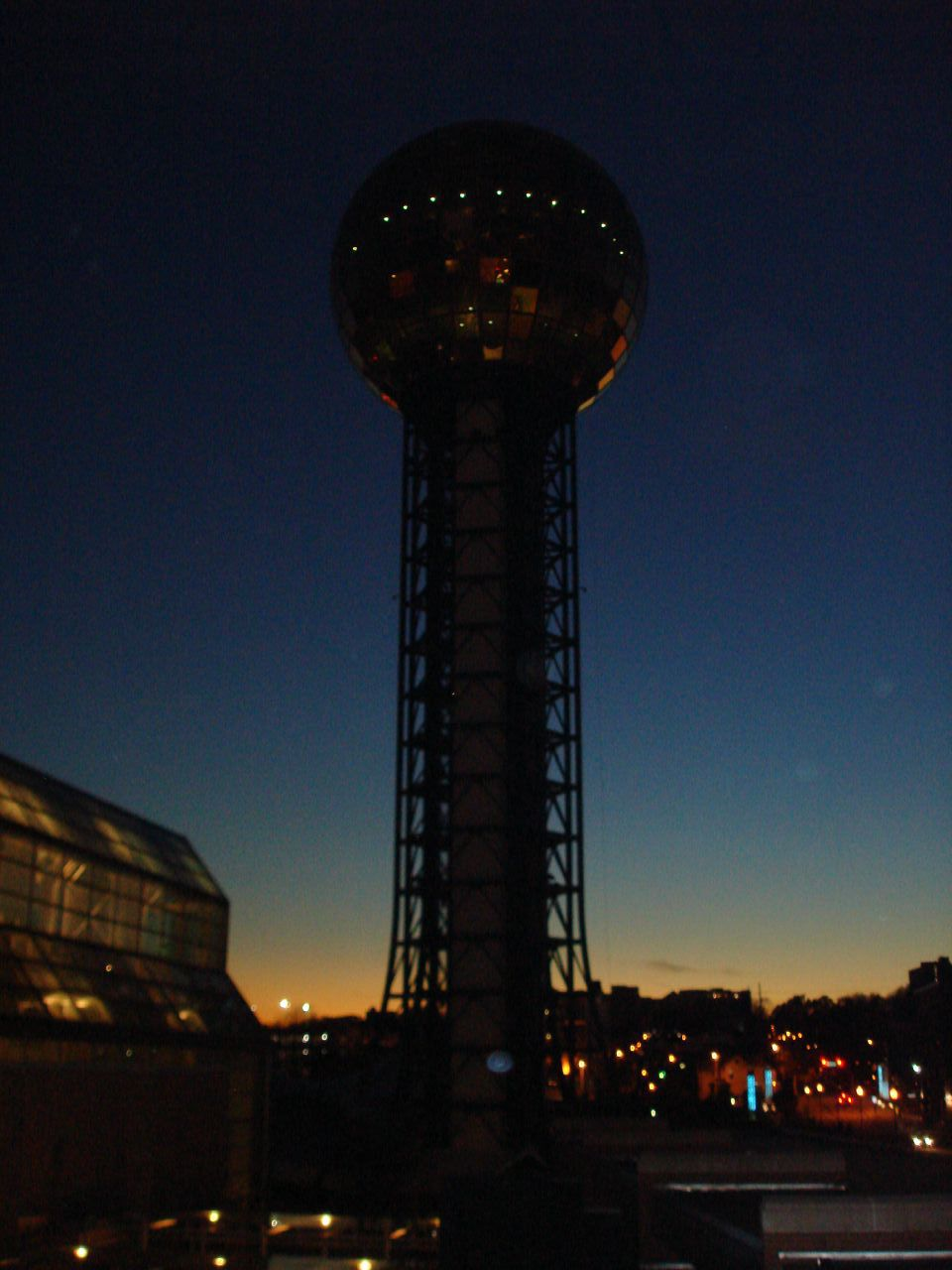
El Sunpshere de noche, con el Centro de Convenciones de Knoxville visible en primer plano

Aunque el Sunpshere es la característica más reconocida del paisaje urbano de Knoxville, ha permanecido vacío o subutilizado durante la mayor parte de su vida posterior a la Exposición. Se han presentado varias propuestas a la ciudad de vez en cuando para su remodelación. Muchos argumentan su relevancia como estructura alta, porque fue construida en una de las partes más bajas de la ciudad.
En marzo de 1991, los funcionarios de Pensacola Tornados de la Asociación Continental de Baloncesto estaban buscando en Knoxville una posible ubicación y pensaron en el Sunsphere como lugar potencial de oficinas: «Qué mejor lugar para oficinas de baloncesto que una pelota gigante de oro en el cielo».
Un par de propuestas fallidas fueron presentadas al Comité de Desarrollo del Parque de la Feria Mundial el 31 de marzo de 1994, que buscaba reabrir el Sunsphere como restaurante (similar al Space Needle de Seattle, que cuenta con un restaurante en la parte superior de la torre). La propuesta de CEB Enterprises habría abierto un restaurante informal llamado World's Fare Restaurant. La propuesta de Cierra Restaurant Group habría abierto un restaurante de alta cocina.
Se propuso incluir el Sunsphere como parte del nuevo Centro de Convenciones de Knoxville. Si bien no se incorporó físicamente al diseño final, el Centro de Convenciones se diseñó con una curva abierta a lo largo de su borde norte para permitir el acceso al Sunsphere. Durante la construcción del Centro de Convenciones, la plataforma de observación, que había sido reabierta brevemente por la ciudad (aún luciendo las exhibiciones originales de la época de la Exposición Internacional y las explicaciones del panorama), se cerró mientras la torre fue confiscada por la Autoridad de Edificios Públicos de Knoxville como oficinas para, literalmente, supervisar la construcción del Centro de Convenciones. El Centro de Convenciones se completó en 2001.

## Reapertura
La plataforma de observación del nivel 4 se reabrió el 5 de julio de 2007 para brindar a los visitantes una vista panorámica de Knoxville. La plataforma de observación tiene capacidad para 86 personas. En el momento de su reapertura, el nivel 5 se convirtió en un café con concesión y servicio de bebidas a primera hora de la noche. El nivel 6 sirvió como un espacio abierto alquilado para funciones. A partir de octubre de 2013, los pisos 7 y 8 están disponibles para alquiler comercial.
El 27 de agosto de 2008, se inauguró el quinto piso como bar y salón SkyBox. Sin embargo, finalmente cerró y el inversor en bienes raíces Tony Capiello abrió Icon Ultra Lounge en su lugar, invirtiendo $ 450,000.
En junio de 2013, un cliente rompió accidentalmente una ventana interior; nadie fue herido. El 13 de noviembre de 2013, se anunció que Visit Knoxville actualizaría y renovaría el cuarto piso de la plataforma de observación.